# Passo del Campolungo

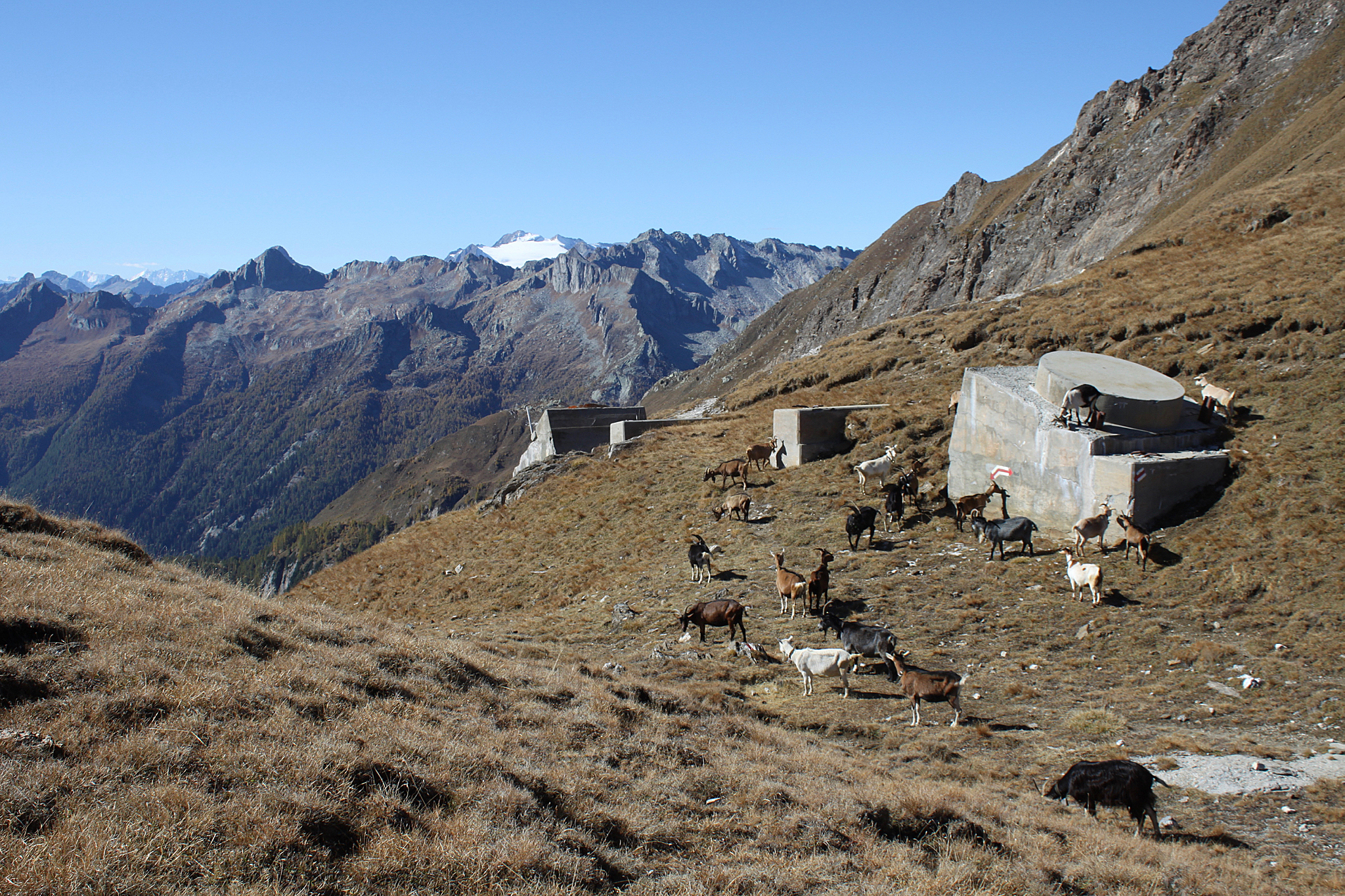
Campolungopass

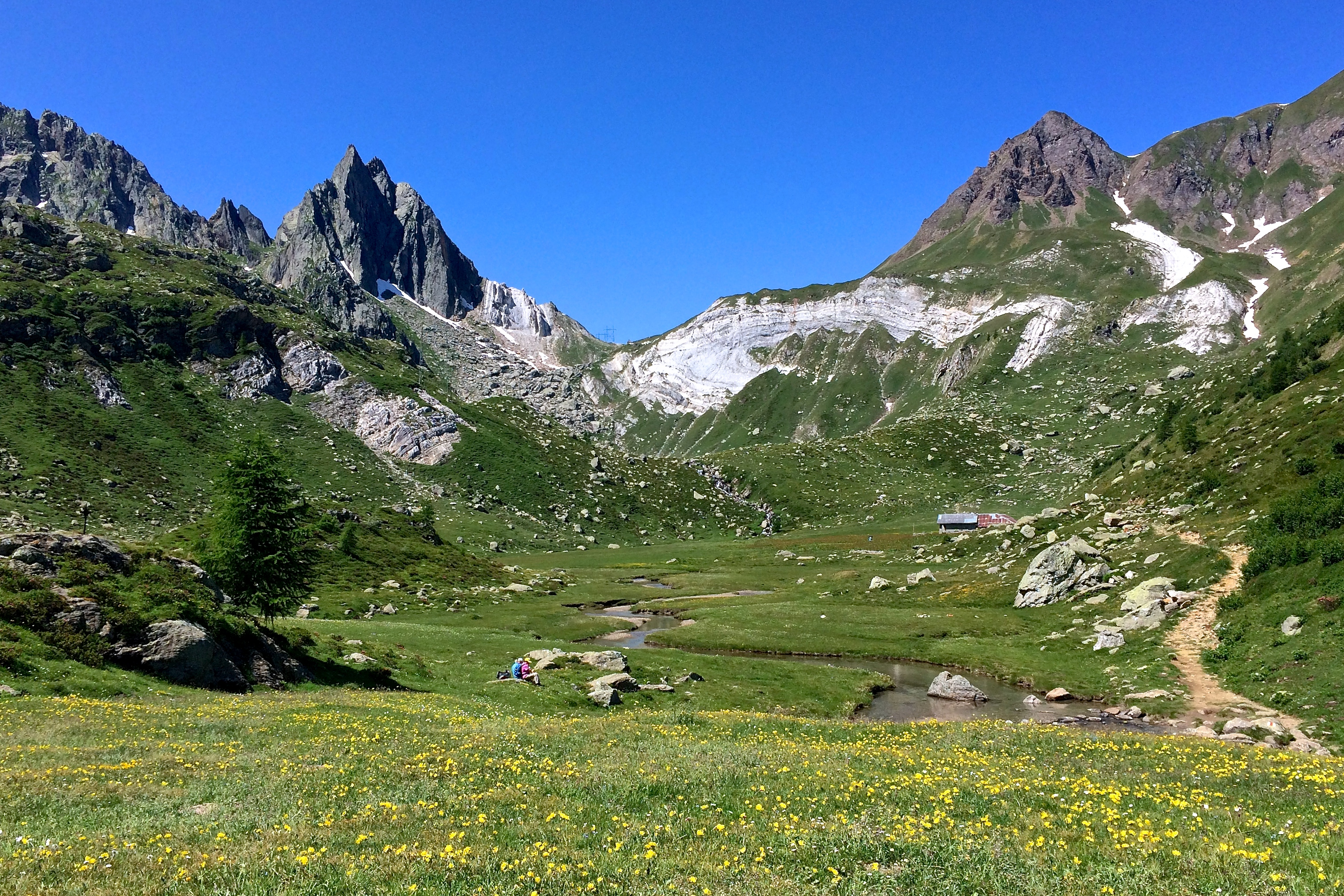
Blick auf den Campolungopass mit Pizzo del Prévat (links) und Pizzo Meda von der Alpe Campolungo aus gesehen

Der Passo del Campolungo ist ein Gebirgsübergang in den Lepontinischen Alpen zwischen der Leventina im Osten und dem Valle Maggia bzw. dessen Seitental, dem Val Lavizzara, im Westen.
Er liegt in einer Höhe von 2318 m ü. M. in der Nähe des Pizzo Campolungo zwischen Pizzo del Prévat und Pizzo Meda. Er ist nur zu Fuss begehbar, verbindet die Valle Leventina mit dem Val Lavizzara und befindet sich zwischen den Bezirken Leventina und Vallemaggia.
Der Pass ist berühmt für die mächtigen weissen, zuckerartigen Dolomit (Gestein)schichten, die von Mineralogen aus der ganzen Welt untersucht werden. Die Flora ist ebenfalls sehr vielfältig.